# Grand Prix d'Isbergues 2008
La 62e édition du Grand Prix d'Isbergues a eu lieu le 21 septembre 2008. Il s'agit de la douzième épreuve de la Coupe de France de cyclisme sur route 2008. L'épreuve, remportée par le coureur français William Bonnet, fait partie du calendrier de l'UCI Europe Tour 2008 en catégorie 1.1.

## Classement final
| \| Classement général \| Classement général \| Classement général \| Classement général \| Classement général \| \| Coureur \| Coureur \| Pays \| Équipe \| Temps \| \| ------------------ \| -------------------- \| ------------------ \| --------------------- \| ------------------ \| \| 1er \| William Bonnet \| France \| Crédit Agricole \| 4 h 54 min 58 s \| \| 2e \| Wesley Sulzberger \| Australie \| La Française des jeux \| + 0 s \| \| 3e \| Chris Anker Sørensen \| Danemark \| CSC Saxo Bank \| + 0 s \| \| 4e \| Nicolas Vogondy \| France \| Agritubel \| + 0 s \| \| 5e \| Floris Goesinnen \| Pays-Bas \| Skil-Shimano \| + 0 s \| \| 6e \| Cyril Gautier \| France \| Bretagne-Armor Lux \| + 0 s \| \| 7e \| Thomas Voeckler \| France \| Bouygues Telecom \| + 0 s \| \| 8e \| Frédéric Guesdon \| France \| La Française des jeux \| + 4 s \| \| 9e \| Tyler Farrar \| États-Unis \| Garmin-Chipotle \| + 10 s \| \| 10e \| Cédric Pineau \| France \| AG2R-La Mondiale \| + 1 min 10 s \| |                      |            |                       |                 |
| |                      |            |                       |                 |
| |                      |            |                       |                 |
| Classement général |                      |            |                       |                 |
| Coureur | Coureur              | Pays       | Équipe                | Temps           |
| 1er | William Bonnet       | France     | Crédit Agricole       | 4 h 54 min 58 s |
| 2e | Wesley Sulzberger    | Australie  | La Française des jeux | + 0 s           |
| 3e | Chris Anker Sørensen | Danemark   | CSC Saxo Bank         | + 0 s           |
| 4e | Nicolas Vogondy      | France     | Agritubel             | + 0 s           |
| 5e | Floris Goesinnen     | Pays-Bas   | Skil-Shimano          | + 0 s           |
| 6e | Cyril Gautier        | France     | Bretagne-Armor Lux    | + 0 s           |
| 7e | Thomas Voeckler      | France     | Bouygues Telecom      | + 0 s           |
| 8e | Frédéric Guesdon     | France     | La Française des jeux | + 4 s           |
| 9e | Tyler Farrar         | États-Unis | Garmin-Chipotle       | + 10 s          |
| 10e | Cédric Pineau        | France     | AG2R-La Mondiale      | + 1 min 10 s    |